# Circondario di Borgotaro
Il circondario di Borgotaro era uno dei circondari in cui era suddivisa la provincia di Parma.

## Storia
Il circondario di Valditaro, parte della provincia di Parma, venne istituito nel 1859, in seguito ad un decreto dittatoriale di Carlo Farini che ridisegnava la suddivisione amministrativa dell'Emilia in previsione dell'annessione al Regno di Sardegna. Successivamente assunse la denominazione di Circondario di Borgotaro.
Il circondario venne soppresso nel 1926 e il territorio assegnato al circondario di Parma.

## Suddivisione
Nel 1863, la composizione del circondario era la seguente:
- mandamento I di Berceto
  - Berceto
- mandamento II di Bedonia
  - Bedonia; Compiano; Tornolo
- mandamento III di Borgotaro
  - Albareto; Borgo Val di Taro; Valmozzola